# Håkan Nyblom
Håkan Erik Nyblom (ur. 26 listopada 1981) – duński zapaśnik walczący w stylu klasycznym. Dwukrotny olimpijczyk. Zajął ósme miejsce w Atenach 2004 i piąte w Londynie 2012 (kategoria 55 kg).
Brązowy medalista mistrzostw świata w 2009 i mistrzostw Europy w 2008. Zdobył siedem medali na mistrzostwach nordyckich w latach 2003 - 2011. Jedenastokrotny mistrz Danii w latach: 1997 - 2003, 2005, 2006, 2009 i 2011; drugi w 1996 roku.
Jest bratem bliźniaczym, zapaśnika Andersa Nybloma, zapaśnika i olimpijczyka z Pekinu 2008.